# Max Reinhart
Maxwell "Max" Reinhart, född 4 februari 1992, är en kanadensisk professionell ishockeyspelare som tillhör NHL-organisationen Nashville Predators och spelar för deras primära samarbetspartner Milwaukee Admirals i American Hockey League (AHL). Han har tidigare spelat på NHL-nivå för Calgary Flames och på lägre nivåer för Abbotsford Heat och Adirondack Flames i AHL och Kootenay Ice i Western Hockey League (WHL).
Han draftades i tredje rundan i 2010 års draft av Calgary Flames som 64:e spelare totalt.
Reinhart är son till den före detta NHL-spelaren Paul Reinhart och bror till Griffin Reinhart (Edmonton Oilers) och Sam Reinhart (Buffalo Sabres).

## Statistik
| 2007–2008  | Vancouver NW Giants | BCMML      | 40  | 17 | 8   | 25  | 28  | 2  | 0  | 1  | 1  | 0  |
|            | Langley Chiefs      | BCHL       | 1   | 0  | 0   | 0   | 2   | —  | —  | —  | —  | —  |
| 2008–2009  | Kootney Ice         | WHL        | 62  | 11 | 16  | 27  | 21  | 4  | 1  | 0  | 1  | 2  |
| 2009–2010  | Kootney Ice         | WHL        | 72  | 21 | 30  | 51  | 38  | 6  | 1  | 1  | 2  | 6  |
| 2010–2011  | Kootney Ice         | WHL        | 71  | 34 | 45  | 79  | 41  | 19 | 15 | 12 | 27 | 12 |
| 2011–2012  | Kootenay Ice        | WHL        | 61  | 28 | 50  | 78  | 40  | 3  | 0  | 2  | 2  | 6  |
|            | Abbotsford Heat     | AHL        | 1   | 2  | 0   | 2   | 0   | 4  | 1  | 1  | 2  | 0  |
| 2012–2013  | Calgary Flames      | NHL        | 11  | 1  | 2   | 3   | 4   | —  | —  | —  | —  | —  |
|            | Abbotsford Heat     | AHL        | 67  | 7  | 14  | 21  | 32  | —  | —  | —  | —  | —  |
| 2013–2014  | Calgary Flames      | NHL        | 8   | 0  | 2   | 2   | 2   | —  | —  | —  | —  | —  |
|            | Abbotsford Heat     | AHL        | 66  | 21 | 42  | 63  | 47  | 4  | 1  | 3  | 4  | 4  |
| 2014–2015  | Calgary Flames      | NHL        | 4   | 0  | 0   | 0   | 0   | —  | —  | —  | —  | —  |
|            | Adirondack Flames   | AHL        | 69  | 15 | 24  | 39  | 38  | —  | —  | —  | —  | —  |
| NHL totalt | NHL totalt          | NHL totalt | 23  | 1  | 4   | 5   | 6   | —  | —  | —  | —  | —  |
| AHL totalt | AHL totalt          | AHL totalt | 203 | 45 | 80  | 125 | 117 | 8  | 2  | 4  | 6  | 4  |
| WHL totalt | WHL totalt          | WHL totalt | 266 | 94 | 141 | 235 | 140 | 32 | 17 | 15 | 32 | 26 |